# Zbigniew Brzezinski
Zbigniew Brzezinski (Varsòvia, 28 de març de 1928 – Falls Church, 26 de maig de 2017) fou un polític nord-americà. Considerat un dels analistes més prestigiosos en política exterior americana del món.
És considerat com el principal suport per als Mudjaidins en contra de l'URSS a l'Afganistan, el seu caràcter sempre ha estat antirus.
Va ser requerit el 2006 davant d'una audiència del Senat dels Estats Units, on explicà que es podria donar un atemptat terrorista com el de l'11 de setembre, per iniciar la guerra contra Iran, va afimar això: "Un escenari possible per a un enfrontament militar amb l'Iran implica que el fracàs iraquià assoleixi els límits americans; seguit d'acusacions americanes que facin l'Iran responsable d'aquest fracàs; després, per algunes provocacions a l'Iraq o un acte terrorista a territori americà, acte del qual es faria responsable a l'Iran. Això pogués culminar amb una acció militar americana "defensiva" contra l'Iran que submergiria a una Amèrica aïllada en un profund fangar en el qual hi hauria inclosos l'Iran, l'Iraq, l'Afganistan i el Pakistan. "
Va ser assessor de seguretat nacional durant el govern del President Jimmy Carter (1977-1981). Va ser professor de la Paul H. Nitze School of Advanced International Studies de la Universitat Johns Hopkins i assessor del Centre d'Estudis Estratègics i Internacionals.

## Publicacions principals (en anglès)
- The Permanent Purge: Politics in Soviet Totalitarianism, Cambridge: Harvard University Press (1956)
- Soviet Bloc: Unity and Conflict, New York: Praeger (1961), ISBN 0-674-82545-4
- Between Two Ages : America's Role in the Technetronic Era, New York: Viking Press (1970), ISBN 0-313-23498-1
- Power and Principle: Memoirs of the National Security Adviser, 1977-1981, New York: Farrar, Strauss, Giroux (March 1983), ISBN 0-374-23663-1
- Game Plan: A Geostrategic Framework for the Conduct of the U.S.-Soviet Contest, Boston: Atlantic Monthly Press (June 1986), ISBN 0-87113-084-X
- Grand Failure: The Birth and Death of Communism in the Twentieth Century, New York: Charles Scribner's Sons (1989), ISBN 0-02-030730-6
- Out of Control: Global Turmoil on the Eve of the 21st Century, New York: Collier (1993), ISBN 0-684-82636-4
- The Grand Chessboard: American Primacy and Its Geostrategic Imperatives, New York: Basic Books (October 1997), ISBN 0-465-02726-1, subsequently translated and published in nineteen languages
- The Choice: Global Domination or Global Leadership, Basic Books (March 2004), ISBN 0-465-00800-3
- Second Chance: Three Presidents and the Crisis of American Superpower , Basic Books (March 2007), ISBN 0-465-00252-8